# 李斛
李斛（1919年9月20日—1975年11月10日），原名李心源，字柏风，四川省大竹县观音镇人，中国画家。师承徐悲鸿，提倡将中国画技法与西洋素描画法相结合。

## 生平
1946年中央大学师范学院艺术学系畢業。中华人民共和国建國後，應徐悲鸿之邀在中央美术学院執教。
在人物肖像画方面有独到的成就，留下了《印度妇女像》、《关汉卿像》、《齐白石像》等有名的作品。文化大革命时期被当成黑画家遭到迫害，1975年11月10日因病去世。

## 人物评价
- 徐悲鸿：“以中国纸墨用西洋画法写生，自中大艺术系迁蜀后始创之，李斛仁弟为其最成功者。”